# Pedagogía de la filosofía
La pedagogía de la filosofía es la rama de la Pedagogía abocada a la investigación y reflexión acerca de la educación, en general, y de la enseñanza de la Filosofía, en particular. 

### Relación entre pedagogía y filosofía
El punto de encuentro entre la pedagogía y la filosofía es la reflexión sobre la educación. La primera nos motiva a mirar las prácticas educativas. Y, en tanto trama argumentativa y propositiva, apuesta a superarlas proponiendo, sobre la base de lo actual, aquello que se considera como deseable. La segunda se ocupa de cuestionar lo establecido de dichas prácticas, desentrañando lo que allí se juega: valores, intencionalidades, fines. Entonces, hay una permanente relación entre los aportes que van haciéndose una a otra, tanto en los momentos de reflexión, investigación y construcción de conocimiento teórico sobre la educación, como en aquellos en los que se materializa como praxis ese conocimiento. No se puede pensar en la emergencia de una práctica sin una teoría que la sustente o fundamente, y tampoco se puede construir teoría si no es a partir de la práctica.

## Enseñanza de la filosofía
La enseñanza de la filosofía es la actividad de enseñar y aprender filosofía junto con las investigaciones académicas asociadas. No es la filosofía de la educación, ni el estudio filosófico de la educación en general.

### La enseñanza de la filosofía: diversas experiencias
La educación de la filosofía está distribuida de manera distinta según la organización formal del sistema educativo de cada país. No en todos los países se brinda enseñanza de filosofía en todos los niveles y en muchos ni siquiera se presenta en los currículos.

#### Países de habla inglesa
En Estados Unidos, por lo general la filosofía no se enseña en los niveles previos al college. Sin embargo, gracias a movimientos por el pensamiento crítico y filosofía para niños algunos aspectos de la enseñanza de la filosofía han sido incorporados al currículo. A finales del siglo XX, algunas personas han promovido el introducir la enseñanza de filosofía en las escuelas estadounidenses como un antídoto contra la disfuncionalidad que se percibe a nivel político y social. En el Reino Unido es posible realizar estudios de nivel A en filosofía.

#### Europa
En muchos países europeos la filosofía forma parte del currículo de la educación secundaria, como por ejemplo en Austria, Croacia, Bulgaria, Francia, Grecia, Italia, Portugal, Polonia, y principalmente España. En Alemania la materia ética fue introducida a partir de la década de 1970. En Croacia, se puede elegir tomar clases de ética en lugar de educación religiosa, la cual se centra principalmente en la tradición católica. España es el ejemplo más claro de una educación filosófica. En la escuela secundaria todos los estudiantes deben tomar un breves cursos de introducción a la filosofía, pero es durante el bachillerato cuando es obligatorio realizar un curso de filosofía y ciudadanía, como también historia de la filosofía para poder presentarse a los exámenes de admisión a la universidad o meramente obtener el título. Los cursos de filosofía a nivel universitario están muy extendidos y se cree que tienen la tradición más larga en el tema debido a la atribución histórica de la invención de la filosofía como disciplina separada de los filósofos de la antigua Grecia.[cita requerida]

#### África y el Medio Oriente
En algunos países árabes existe una larga tradición de enseñanza de la filosofía. Según una encuesta realizada por UNESCO, la filosofía es enseñada en los colegios secundarios en Argelia, Baréin, Egipto, Kuwait, Líbano, Marruecos, Mauritania, Catar, Siria, Túnez y Yemen. En la mayoría de los países árabes la materia es enseñada a nivel universitario. Sin embargo, existen excepciones, tales como los casos de Omán y Arabia Saudita, donde no se enseña filosofía en ningún nivel educativo.

#### Asia
Desde que comenzó la creación de escuelas de Filosofía oriental, ha sido posible estudiar este ámbito en Asia que, por su parte, cuenta con una larga tradición. Por otra parte, a partir del  siglo XX y sobre todo en el XXI ha surgido interés por la Filosofía occidental en el continente asiático, especialmente en países como India, China, Corea del Sur y Japón. Sin embargo, siguen pesando las diferencias socioculturales entre continentes.

#### Latinoamérica
En Brasil, la filosofía es parte del currículum educativo desde 2008.

### Enfoques teóricos sobre la enseñanza de la filosofía
Las preguntas teóricas sobre la enseñanza de la filosofía en la escuela se han debatido, al menos, desde Immanuel Kant y Georg Wilhelm Friedrich Hegel. El debate en Alemania en la década de 1970 dio lugar a dos enfoques contrapuestos: el enfoque más tradicional, orientado al texto, de Wulff D. Rehfus y el enfoque más moderno y orientado al diálogo de Ekkehard Martens. Enfoques más nuevos han sido desarrollados por Karel van der Leeuw y Pieter Mostert, así como por Roland W. Henke. Una división similar entre tradicionalistas y modernistas se conserva en Francia, con Jacques Muglioni y Jacqueline Russ por un lado y France Rollin y Michel Tozzi por el otro. En Italia, la educación filosófica está tradicionalmente orientada históricamente en el sentido de la historia de las ideas.

### Métodos didácticos

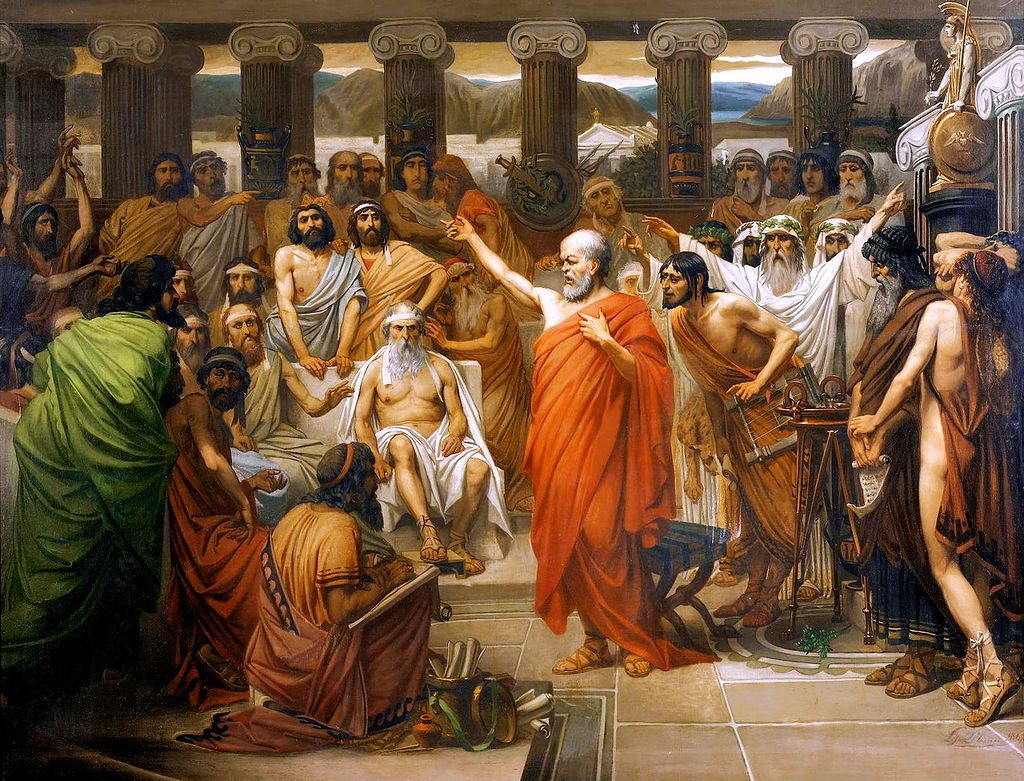
Representación artística de Sócrates poniendo en práctica su diálogo.

Entre los diversos métodos didácticos empleados para la enseñanza de la filosofía se encuentran el método socrático y la hermenéutica. Las prácticas de enseñanza de la filosofía intentan despertar el deseo de saber en los estudiantes, invitándoles a cuestionar su cotidianidad, poniendo en tensión los sentidos comunes y animándoles a adentrarse a lo fundante del propio saber. En este sentido, la filosofía permite atender a la dimensión ética de la educación.

### Organizaciones para la didáctica de la filosofía
- PLATO, por sus siglas en inglés (Philosophy Learning and Teaching Organization) Organización para la enseñanza y el aprendizaje de la filosofía[11]
- La Olimpiada Internacional de Filosofía

## Didáctica de la filosofía
La didáctica de la filosofía es el estudio de los sistemas y métodos prácticos para la enseñanza de la filosofía.
Existen diferentes enfoques didácticos. Uno de los principales, es el de la pedagogía como crítica constructiva, propuesta por Wolfgang Klafki. Otro de los enfoques es la Filosofía para niños, desarrollado sobre todo por Matthew Lipman e introducido en España a partir de los años 80, inspirada en los trabajos de Matthew Lipman.

### Filosofía para niños

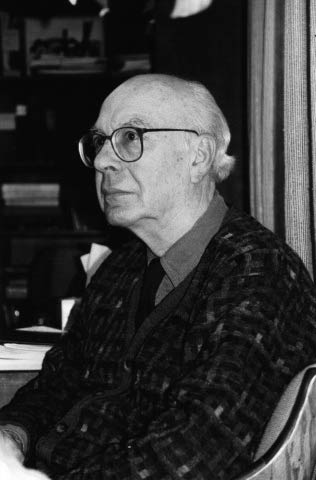
Matthew Lipman.

La Filosofía para niños (del inglés Philosophy for Children,  también conocido como P4C) es un programa educativo-filosófico, fundado a finales de la década de 1960 en Estados Unidos, que se ha extendido y diversificado desde sus orígenes.
El creador de la «Filosofía para niños» fue Matthew Lipman. Vio en la filosofía y el filosofar el modelo educativo necesario para hacer una transformación de las prácticas educativas tradicionales, que reducen la formación a la dimensión cognitiva del pensar y la repetición memorista de conceptos. Para superar esos modos intelectualistas y autoritarios, propuso un programa de formación filosófica, que busca la constitución de "comunidades de indagación", en las que el diálogo filosófico es la herramienta privilegiada de indagación, comunicación y participación democrática.
Junto a Anne Margareth Sharp elaboró un currículo pedagógico-didáctico completo acompañando las diferentes edades y preocupaciones de los niños.

### En castellano
- Miguel Vasquez (2006), Ser profesor de filosofía en España, en Diotime. Revue internationale de didactique de la philosophie.
- C. Tejedor Campomames (1984): Didáctica de la filosofía. Madrid, SM.
- I. Izuzquiza (1982): La clase de filosofía como simulación de la actividad filosófica. Madrid, Anaya.
- Domínguez Reboiras, Orio de Miguel (1985): Método activo: Una propuesta filosófica. Madrid, MEC.
- Paredes Oviedo, D. (2011) Pensar la enseñanza de la Filosofía desde la didáctica Teórico-Formativa. Universidad de Antioquia Institución Educativa Jesús Rey
- Colella, Leonardo (2014). La enseñanza de la filosofía más allá de un problema filosófico. Fermentario N.8 Vol.2 ISSN 1688-6151.

### En inglés
- Kasachkoff, Tziporah, (ed.), Teaching Philosophy: Theoretical Reflections and Practical Suggestions, Rowman and Littlefields Publishers, 2004.
- UNESCO (varios autores), Philosophy: A School of Freedom. Teaching philosophy and learning to philosophize: Status and prospects., UNESCO Human Security, Democracy and Philosophy Section, Social and Human Sciences Sector, Paris: UNESCO Publishing, 2007.
- Savolainen, Juha, Pekka Elo, Satu Honkala, Rebecca Cingi (eds.), IPO Helsinki Finland 2009, Publications of The Finnish National Commission for UNESCO no 85, 2010.

### En alemán
- Martens, Ekkehard, Dialogisch-pragmatische Philosophiedidaktik, Hannover: Schroedel, 1979.
- Rehfus, Wulff D., Didaktik der Philosophie. Grundlage und Praxis, Berlín: Cornelsen, 1980.
- Rehfus, Wulff D., und Horst Becker (eds.), Handbuch des Philosophie-Unterrichts, Düsseldorf: Schwann, 1986.
- Pfister Jonas, Fachdidaktik Philosophie, Bern: Haupt Verlag, 2010.
- Rehfus, Wulff D. (1980). Didaktik der Philosophie. Grundlage und Praxis. Berlin: Cornelsen. ISBN 3590145722. OCLC 17190479.
- Rehfus, Wulff D.; Becker, Horst, eds. (1986). Handbuch des Philosophie-Unterrichts. Düsseldorf: Schwann. ISBN 3590144475. OCLC 46096447.

### En francés
- Rollin, France, L’éveil philosophique – Apprendre à philosopher, UNAPEC, 1982.
- Tozzi, Michel, Penser par soi-même. Initiation à la philosophie, Chronique Sociale Lyon, 1994. (Traducción al castellano: 2008)